# Шемякин суд
«Шемя́кин суд» (также «Суд Шемякин»; «Повесть о Шемякином суде»; «Повесть о суде Шемяке»; «Повесть о неправедном судие Шемяке») — древнерусское сказочно-сатирическое повествование о неправедном судье Шемяке, литературный памятник неправды в последние времена уделов (XV век); зачастую бездоказательно связывается с именем великого князя Московского Димитрия Шемяки (ум. 1453). Повесть сохранилась во многих рукописях XVII и XVIII веков, лубочных картинах и народных сказках. В конце XVIII и начале XIX веков была литературно обработана Ф. Задубским, А. Осиповым, П. Свиньиным и издателями Никольского рынка. Была издана Пыпиным в «Архиве исторических и практических сведений, относящихся до России» Калачова (1859).

## Содержание
Традиционные для сказок братья — богатый и убогий — ссорятся из-за того, что бедный попортил лошадь богатого. Так как богатый не дал хомут, бедному пришлось привязать сани к хвосту лошади. Въезжая в ворота, он забыл выставить подворотню, и у лошади оборвался хвост. Богатый отказывается принять лошадь и идёт в город с жалобой на брата к судье Шемяке. Челобитчик и ответчик совершают путь вместе. С бедняком случается второе невольное несчастье: во время сна он падает с полатей в колыбель и убивает попова ребёнка. Поп присоединяется к богатому. При входе в город бедняк решает покончить с собой и бросается с моста, но падает на больного старика, которого по льду вёз в баню его сын. Потерпевший также идёт к судье с жалобой.
Во время разбирательства обвиняемый показывает Шемяке камень, завёрнутый в платок. Судья уверен, что это — «посул», и решает все три дела очень своеобразно: лошадь должна остаться у бедняка до тех пор, пока у неё не вырастет хвост; поп отдаёт свою жену бедняку, чтобы от него у попадьи родился ребёнок, а третий истец может отомстить бедняку точно таким же способом, которым последний убил его отца. Вполне естественно, что истцы не только отказываются от пени (штрафов), но дают ответчику щедрое вознаграждение в виде отступного.
Далее повествуется, что судья высылает своего писца получить от бедняка взятку, но, узнав, что последний показывал ему не деньги, а камень, предназначенный для «ушибленья» судьи в случае обвинительного приговора, — благодарит Бога за спасение жизни. Таким образом, все действующие лица повести остаются так или иначе довольны исходом дела, окончившимся благополучно только благодаря простоте бедняка.

## Издания
В первой половине XVIII века на Ахметьевской фабрике было выгравировано 12 картинок к «Шемякину суду», с текстом, напечатанным позднее у Ровинского; лубочное издание повторялось пять раз, и в последний раз, уже с цензурной пометкой, напечатано в 1839 году. Дальнейшее развитие повести выразилось в поздних литературных обработках во вкусе «Похождений пошехонцев», например в изданной в 1860 году «Сказке о Кривосуде, и о том, как голый Ерема, внучек Пахома, у соседа Фомы большой кромы, беду сотворил и о прочем». Весь комизм этой «Сказки» покоится на развитии общеизвестной темы: «око за око и зуб за зуб», шаржированной в балаганном духе.
Издания повести о Шемякином суде:
- «Архив» Калачова (1859; кн. IV, с. 1—10);
- «Памятники» Костомарова (вып. II, с. 405—406);
- «Народные русские сказки» Александра Афанасьева (ред. А. Грузинского, М., 1897, т. II, с. 276—279; см. текст);
- «Историческая хрестоматия» Буслаева (с. 1443—1446);
- «Сборник отделения русского языка и словесности Академии Наук» (т. X, № 6, с. 7—12);
- «Русские народные картинки» Ровинского (кн. I, 189—191, кн. IV, с. 172—175);
- «Летописи литературы» Тихонравова (т. V, с. 34—37);
- отдельное издание Общества любителей древней письменности (СПб., 1879 и др.).
- «Шемякин суд» в сборнике Русские народные сказки издательство «Детская литература» А. Н. Нечаева (М. 1987, с. 520—524).

## Исследования
Пока к делу не были привлечены восточные и западные параллели, на «Шемякин суд» смотрели как на вполне самобытное, очень древнее произведение русской сатиры, связанное с общим взглядом русских людей на печальное состояние судопроизводства; объясняли такими пословицами, как «с подьячим водись, а камень за пазухой держи», и даже комментировали некоторыми статьями «Уложения» Алексея Михайловича и «Сказаниями иностранцев о России XVII в.».
Кроме имени Шемяка, учёных занимала проведенная в повести случайная победа вечной правды над людской кривдой, пусть и с оттенком некоторой иронии. Буслаев не сомневался в её русском происхождении и удивлялся только тому, что тип судьи Шемяки, из мудрого и справедливого (библейский Соломон), принял противоположный оттенок, и вместо рассказа-наставления повесть о Шемякином суде снизошла до шутливой пародии, несмотря на ранние, восточные первообразы. Буслаев считал, что прибавления к повести выразились в сатирических выходках против кривосуда и подкупа посулами, как явлений более позднего времени, то есть сказание превратилось в обыкновенную сатиру на русских подьячих. Сухомлинов объяснял это кажущееся противопоставление различными началами, из которых постепенно слагалась версия о Шемяке, а в падении морали видит влияние семитических легенд о четырёх содомских судьях — «Обманщике» (Шакрай), «Разобманщике» (Шакрурай), «Поддельщике» (Зайфи) и «Кривосуде» (Мацлидин). Подобно еврейским легендам, и в русской повести серьёзное перемешивается с забавным; поэтому «излюбленные идеи народной словесности о победе правды над кривдой, о спасении несчастного от злобы сильных мира сливаются с чертами из сказания о судах, распространенного у индоевропейских и семитических народов». В «Шемякином суде» судья оправдывает бедняка, совершившего в сущности невольные преступления, и этим спасает его от мести людей, нравственно виноватых, благодаря чему сатира на взяточничество не потеряла назидательного назначения, — так смотрел на тенденцию повести А. Н. Веселовский: конечно, судья ставит вопросы казуистически, но так, что пени падают всей своей тяжестью на истцов и те предпочитают отказаться от иска.

### Привязка к историческому персонажу
Особенно интриговало историческое имя известного галицкого князя Дмитрия Шемяки, варварски ослепившего Василия Тёмного. Сахаров приводил даже слова какого-то русского хронографа, соединившего поговорку с историческим событием: «от сего убо времени в велицей России на всякого судию и восхитника в укоризнах прозвася Шемякин суд». В том же духе распространил это наблюдение старинного русского книжника и Карамзин: «не имея на совести, ни правил чести, ни благоразумной системы государственной, Шемяка в краткое время своего владычества усилил привязанность москвитян к Василию, и в самих гражданских делах, попирая ногами справедливость, древние уставы, здравый смысл, оставил навеки память своих беззаконий в народной пословице о суде Шемякине, доныне употребительной». То же самое повторяют Соловьёв и Бестужев-Рюмин. Александр Николаевич Веселовский первым указал на случайное применение восточного имени Шемяки к исторической личности галицкого князя XV века.

### Западные параллели
Начало сравнительного изучения повести было положено западными учёными, которые познакомились с ней по вольному переводу пастора Хейдеке в рижском альманахе «Janus» за 1808 год и более точному А. Дитриха.
Фридрих-Генрих фон дер Хаген первым указал на сходство Шемякина суда с поздней немецкой песней о «Суде Карла Великого», изданной в Бамберге в 1493 году. Общие черты средневекового сказания и русской повести касаются не только основного характера судебного решения. Промотавшийся купчик берёт взаймы у еврея 1000 гульденов с условием позволить кредитору вырезать у него фунт мяса, если деньги не будут возвращены. Хотя срок был пропущен по вине еврея, тем не менее он отказался принять деньги и обратился к «идеальному судье», Карлу Великому, или, как думают некоторые учёные, к Карлу IV. По дороге с должником случились два аналогичных несчастья: его лошадь задавила ребёнка, бежавшего по улице, а сам он во время сна свалился в окно и убил старого рыцаря. Приговоры были вынесены такие: еврей может вырезать мясо, но не больше и не меньше 1 фунта (ср. известный эпизод в «Венецианском купце» Шекспира); вместо задавленного ребёнка ответчик должен прижить другого с женой потерпевшего, а сын рыцаря может убить обвиняемого, но только своим падением из окна.
Задаваясь вопросом, какими путями проникло к нам это сказание, и на основании прямого свидетельства Толстовского списка «Шемякина суда XVII века» (выписано из польских книг), Тихонравов полагал, что «в своём настоящем виде сатирическая повесть о суде, уже окрещённом именем Шемяки, прошла через переделку русского человека и получила краски чисто народные, но отдельные эпизоды могли быть заимствованы из польских книг», и указывал на анекдот «О нечаянном случае» в популярной повести «Похождения нового увеселительного шута и великого в делах любовных плута Совест-Драла, большого носа» (каменщик падает с высокой башни и убивает сидевшего внизу человека), а также на один эпизод в «Figei Kach» польского писателя XVI века Миколая Рея из Нагловиц об обвиняемом, который «судье камень показывал».

### Восточные параллели
Немецкий филолог Бенфей приводит тибетскую сказку, которая послужила посредствующим звеном между предполагаемым индийским источником и русским «Шемякиным судом»: бедняк-брамин берёт у богача на время быка для работы, но бык убегает с хозяйского двора; по дороге к судье брамин падает со стены и убивает странствующего ткача и ребёнка, спавшего под одеждами, на которые путник присел отдохнуть. Приговоры судьи отличаются такой же казуистикой: так как истец не «видел», что к нему привели быка, то следует выколоть у него «глаз»; ответчик должен жениться на вдове ткача и прижить ребёнка с потерпевшей матерью. Такое же сходство немецкий фольклорист заметил с индийской сказкой о каирском купце, которая, вероятно, также восходит к неизвестному буддийскому источнику. Такая стройная и устойчивая в подробностях легенда относится скорее к бродячим сказаниям.
Впоследствии были найдены более прямые индийские источники, а также мусульманские версии.